# Kristalraster
Een kristalraster is een digitaal rasterpunt, dat gebruikt wordt in hoogwaardig en moiré-gevoelig drukwerk (bijvoorbeeld bij de weergave van gordijnen in drukwerk).

## Scatteren
Digitaal grafische rasterpunten (ovaal, vierkant of rond) worden opgebouwd door een laser, gestuurd in een grafische film- of plaatbelichter (Accuset / Avantra). Deze grafische belichtingsapparaten kunnen een schrijfresolutie aan van 1200 tot 6000 dpi. Door op elke schrijflijn een aantal punten te belichten verkrijgt men ovale, vierkante of ronde rasterpunten met een weergaveresolutie van 150 tot 300 lijnen-per-inch (lpi) of 60 tot 120 lijnen per centimeter.
Het scatteren zal deze punten niet langer groeperen tot een rasterpunt met een bepaalde waarde (van 1 tot 99 procent), doch deze waarden weergeven door eenzelfde percentage punten te verdelen over een oppervlakte. Hierdoor verkrijgen we eenzelfde rasterpercentage als een rasterpunt, doch de rasterpunt is gescatterd.

## Probleem
Het gebruik van het kristalraster geeft bij het drukken wel problemen, omdat de middenpercentages van een beeld (50%), door de drukinkt serieus kunnen toenemen.  Dit in vergelijking met een gewoon rasterpunt. Een 50%-rasterpunt in een beeld kan zo bijvoorbeeld oplopen tot een 75%-weergave in druk.  Om dit euvel op te vangen dient er, tijdens het belichten, serieus bijgecorrigeerd worden om alzo de middentonen te egaliseren.
Tevens kan men gebruikmaken van Sublima-rasteren, waarbij de hoge lichten (1 tot 10%) en de donkere partijen (90 tot 99%) in een gedrukte foto worden weergegeven door kristalraster en de middentonen worden verkregen door een klassieke grafische rasterpunt.